# EPROM

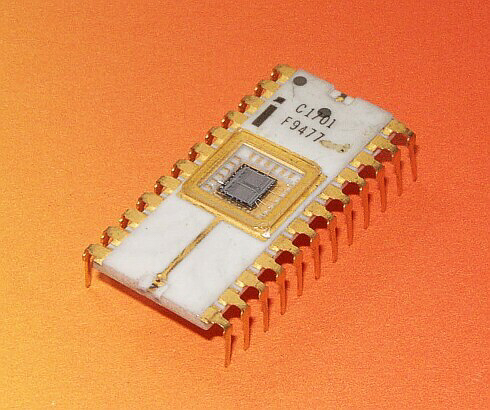
Primul EPROM (C1701), de la compania Intel. Fereastra din cuarț permite ștergerea datelor cu ajutorul razelor ultraviolete.

EPROM (acronim din engleză de la Erasable Programmable Read Only Memory, traducere liberă: memorie programabilă numai pentru citire) este un tip de memorie nevolatilă, adică o memorie care își păstrează datele chiar și când i se întrerupe alimentarea cu tensiune. EPROM-urile sunt prin construcție compuse dintr-o serie de celule de tranzistoare MOSFET (sub forma unor porți logice) cu poarta izolată, care pot stoca un bit de informație sub forma unei sarcini electrice (prezența sarcinii este echivalentă cu starea logică 0).
O memorie tip EPROM poate fi ștearsă după programare prin expunerea la o sursă puternică de lumină ultravioletă. O caracteristică particulară a unui circuit  EPROM este fereastra transparentă din cuarț topit care acoperă cipul de siliciu și care permite expunerea la lumina ultravioletă în timpul ștergerii.

## Istorie

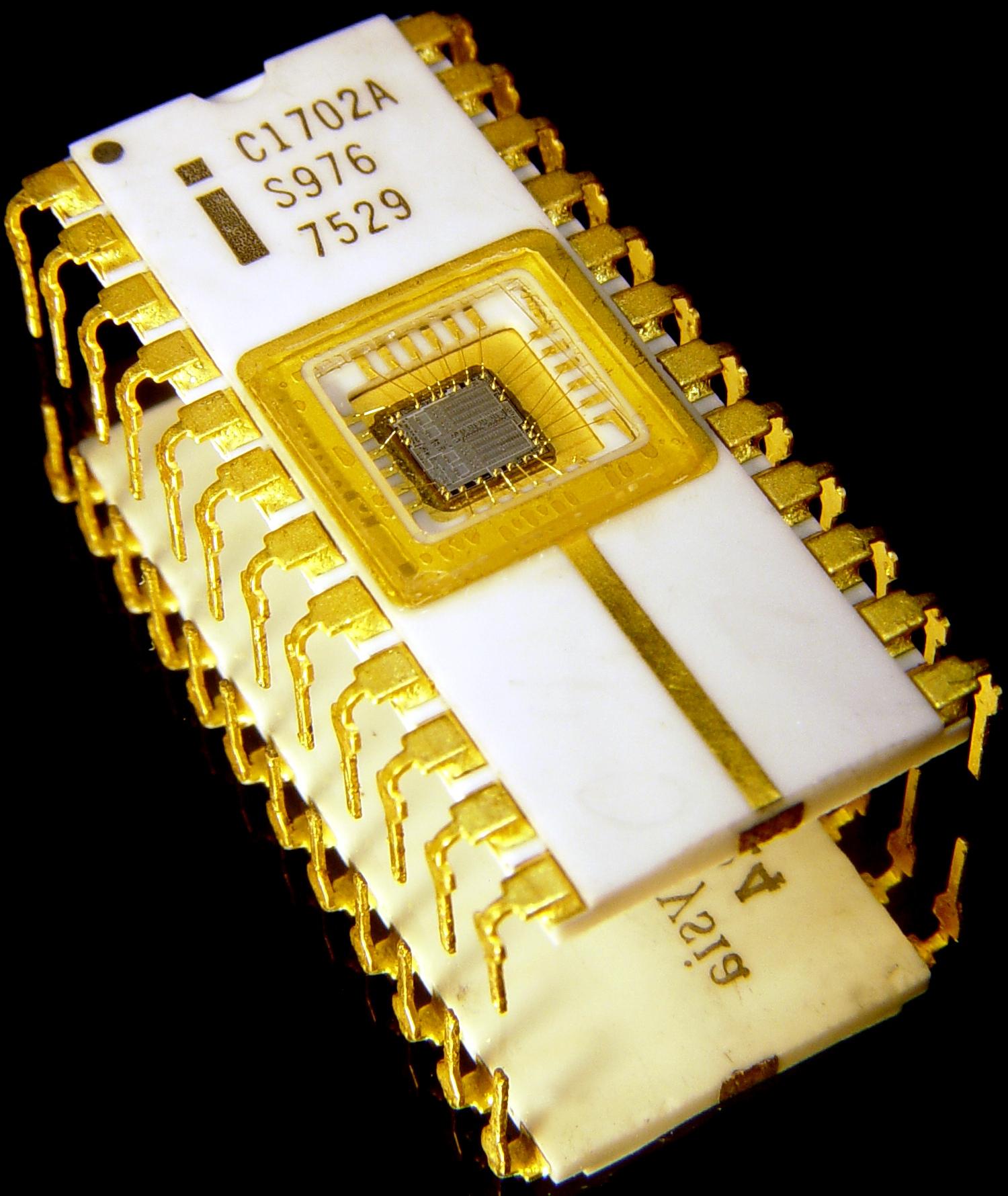
EPROM (C1702A), de la compania Intel

Dezvoltarea celulei de memorie EPROM a început inițial cu investigarea circuitelor integrate defecte, în care conexiunile de poartă ale tranzistorilor MOS s-au întrerupt. Sarcina stocată pe aceste porți izolate le modifică tensiunea de prag.
În urma inventării tranzistoarelor MOSFET (tranzistor cu efect de câmp metal-oxid-semiconductor) de către Mohamed Atalla și Dawon Kahng la Bell Labs, prezentat în anul 1960, Frank Wanlass a studiat structurile MOSFET la începutul anilor 1960. În 1963, el a observat că sarcina electrică se poate mișca prin oxid la o poartă izolată. Deși nu a dezvoltat această problemă, ideea avea să devină mai târziu baza fundamentală pentru tehnologia EPROM.
În 1967, Dawon Kahng și Simon Min Sze de la Bell Labs au propus ca poarta flotantă a unui MOSFET să poată fi utilizată pentru celula unui circuit ROM (memorie accesată doar pentru citire), pentru a deveni reprogramabil.
Bazându-se pe acest concept, Dov Frohman de la Intel a inventat ulterior memoria tip EPROM în anul 1971 și a primit pentru această invenție brevetul american cu numărul 3.660.819
Prima memorie EPROM a avut codul 1701 

Ulterior Frohman a proiectat circuitul integrat 1702, o memorie EPROM cu 2048 de biți, variantă îmbunătățită a primei versiuni 1701, și care a fost anunțată de Intel în 1971. 

## Detalii funcționare EPROM
Un EPROM este un dispozitiv MOSFET cu „poartă flotantă”, adică este un dispozitiv care utilizează pentru a stoca date celule de tranzistoare MOSFET, care au suplimentar și o „poartă flotantă” în fiecare dintre celulele de memorie. 
În mod normal un  tranzistor MOSFET este un tip de tranzistor cu efect de câmp (FET) cu poartă izolată, care este fabricat prin oxidarea controlată a unui semiconductor, de obicei siliciu. Tensiunea aplicată pe poarta acoperită (electrodul de comandă), determină conductivitatea electrica a dispozitivului; această capacitate de a schimba conductibilitatea, proporțional cu sarcina electrică aplicată, poate fi utilizată pentru amplificare sau comutare semnale electrice.

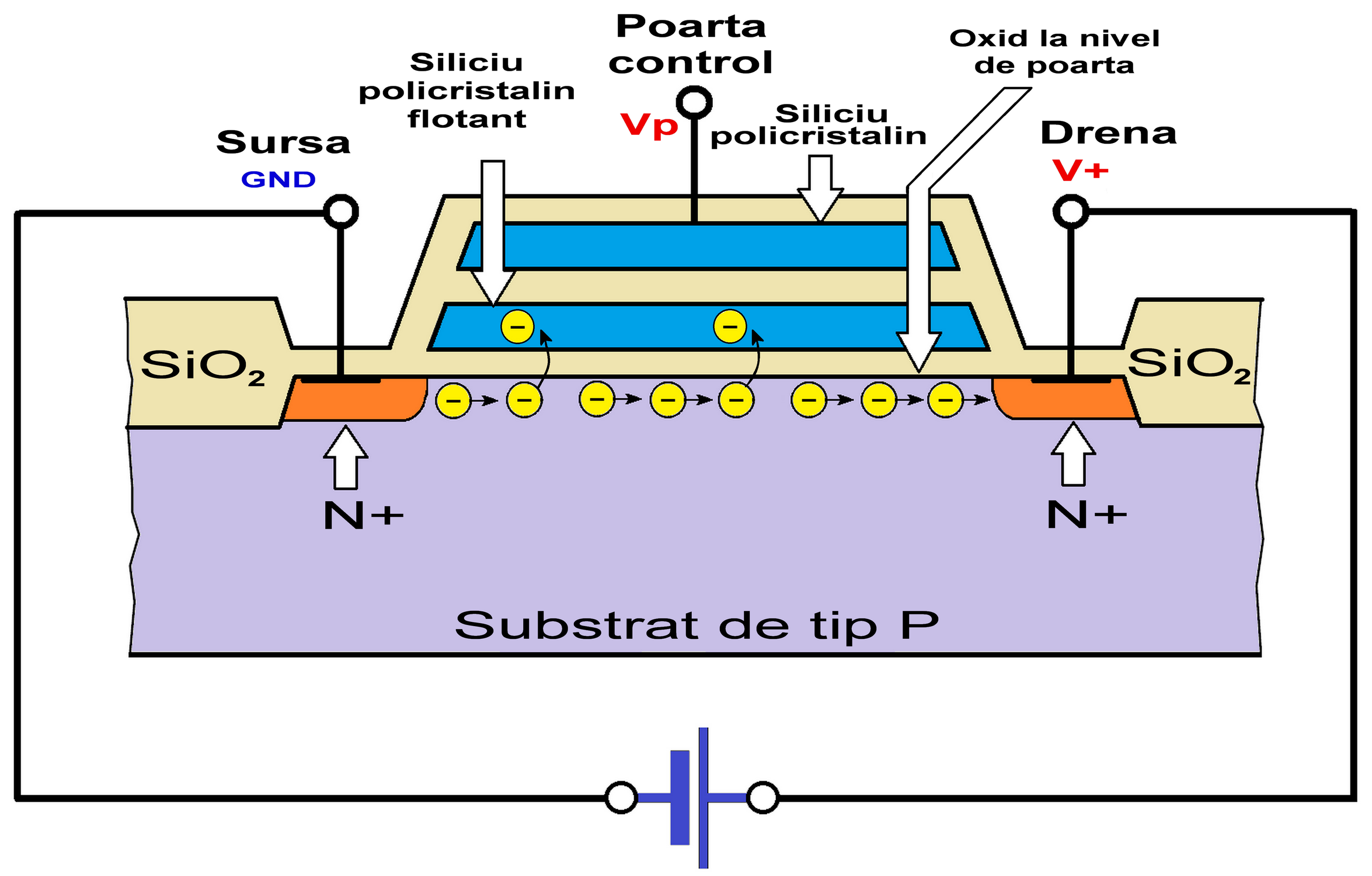
Secţiune printr-un tranzistor cu poartă flotantă

La tranzistoarele utilizate în celule de memorie la un circuit EPROM, mai există suplimentar încă un strat conductor, aflat între poarta de comandă și canalul prin care pot sa circule sarcini electrice, izolat suplimentar cu ajutorul oxidului de siliciu {\displaystyle SiO_{\text{2}}}.
Această poartă suplimentara este o „poartă flotantă”, o structură încorporată în stratul dielectric care izolează canalul de siliciu al unui tranzistor MOSFET și poarta externă a fiecărui tranzistor din celula de memorie. 
Tranzistorul cu poartă flotantă este conceput pentru a stoca o cantitate de sarcini electrice, care este utilizată pentru a determina dacă bitul de date stocat în celula de memorie este „1” sau „0”. Deoarece poarta flotantă este înconjurată de {\displaystyle SiO_{\text{2}}}, care este un izolator excelent, sarcina prinsă poate fi stocată mulți ani, chiar și atunci când tensiunea de alimentare este îndepărtată, creând mecanismul de stocare nevolatil.
Inițial, o memorie EPROM goală, nu are sarcini electrice stocate în aceste celule de memorie, iar stările logice sunt corespunzătoare unui nivel logic de 1. Aceste celule pot să fie programate separat, cu ajutorul unui dispozitiv electronic extern, care va selecta individual fiecare locație și va furniza un impuls de tensiune mare, suficient pentru a injecta o sarcină electrică în celula selectată (tensiunea necesară programării depășește valorile standard de alimentare a circuitelor integrate logice și depinde de tipul de memorie și tehnologia folosită, cu valori cuprinse între 12.5 V și 25 V), dacă starea celulei trebuie să fie setată cu un nivel logic 0. (Prin adaptarea profilurilor de impurități care înconjoară poarta flotantă, tehnologii au reușit să reducă tensiunea necesară, de la 25V inițial pentru primele tipuri de EPROM, la aproximativ 12,5 V pentru EPROM-urile fabricate în mod curent astăzi). Timpul de retenție a sarcinii, la circuitele care au fost programate corect, este estimat la aproximativ 10-20 de ani, ele putând fi citite de un număr nelimitat de ori. 
Ștergerea circuitelor de memorie EPROM se poate face prin expunerea acestuia la lumină ultravioletă puternică cu o lungime de undă mai mică de 400 nm, optim se recomandă cu o lungime de undă de 254 nm. Intensitatea optimă a nivelului radiației trebuie să fie {\displaystyle 15Ws/cm^{2}}. În aceste condiții durata de ștergere este de aproximativ 15 min - 20 min.
Radiația UV determină ca oxidul să devină ușor conductiv, prin generarea directă a perechilor electroni-goluri în material, și astfel se produce disiparea încărcăturii stocate în interiorul porții flotante. Acesta este motivul pentru care EPROM-urile au o fereastră din cuarț direct peste zona cipului - pentru a permite radiațiilor ultraviolete să ajungă la celulele de memorie. Această fereastră din cuarț trebuie acoperită, după ce cipul a fost programat, cu o folie dintr-un material care să blocheze lumina ambientală)ce poate să conțină și o cantitate de lumina ultravioletă), pentru a proteja datele stocate, care într-adevăr pot șterge datele dintr-un EPROM, dacă i se acordă suficient de mult timp. 
Procesul de ștergere este lent și poate dura de la secunde la câteva minute, în funcție de intensitatea sursei UV. Programarea durează câteva (5-10) microsecunde/cuvânt. 

### Dezavantajele utilizării memoriilor EPROM
- Dezavantajul major al utilizării memoriilor EPROM este dat de faptul că procedura de ștergere și programare trebuie să aibă loc în afara sistemului. Aceasta înseamnă că memoria trebuie scoasă de pe placă și plasată în programatorul EPROM pentru programare.
- O altă problemă a procesului este rezistența limitată, adică numărul de cicluri de ștergere/programare, care este în general limitat la maximum 1000 de cicluri, în principal ca urmare a procedurii de ștergere cu lumină UV, deoarece dioxidul de siliciu din jurul porților se uzează după fiecare ciclu, ceea ce după câteva mii de cicluri poate face cipul nesigur. Pragul dispozitivului poate varia în funcție de ciclurile de programare repetate. Majoritatea memoriilor EPROM conțin, prin urmare, circuite pe cip pentru a controla valoarea pragurilor într-un interval specificat în timpul programării. În cele din urmă, injecția implică întotdeauna un curent de canal mare, de până la 0,5 mA la o tensiune de control de 12,5 V (circuitele noi). Acest lucru determină o disipare mare a puterii în timpul programării. [8]
- Programarea EPROM este lentă, în comparație cu alte tipuri de memorie. Deoarece cipurile de mare densitate au puțin oxid expus între straturi, ștergerea cu ultraviolete devine mai puțin practică.

### Avantajele utilizării memoriilor EPROM
Celula EPROM este extrem de simplă și densă, făcând posibilă fabricarea de memorii mari la un cost redus.
Deoarece o fereastră de cuarț integrată în cip este scumpă, au fost introduse cipurile de tip one-time programmable (OTP). În acest caz cipului îi lipsește fereastra transparentă, ne mai putând fi șters după programarea inițială, efect ce elimină necesitatea testării funcției de ștergere, reducând și mai mult costul.

## Galerie foto

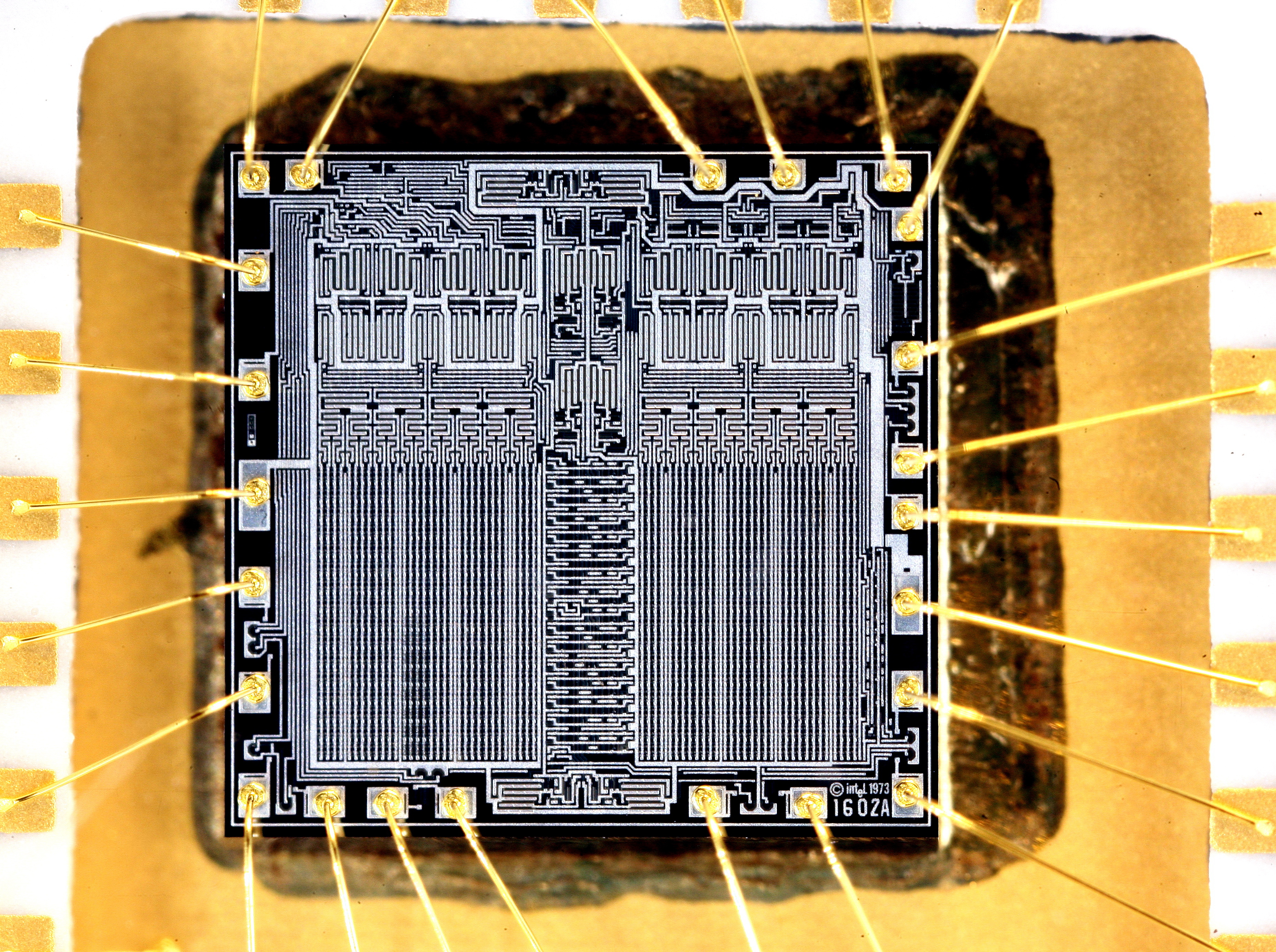
Circuitul 1702 EPROM a avut  masca şi procedurile de fabricaţie  similare cu cele pentru varianta 1602 ROM
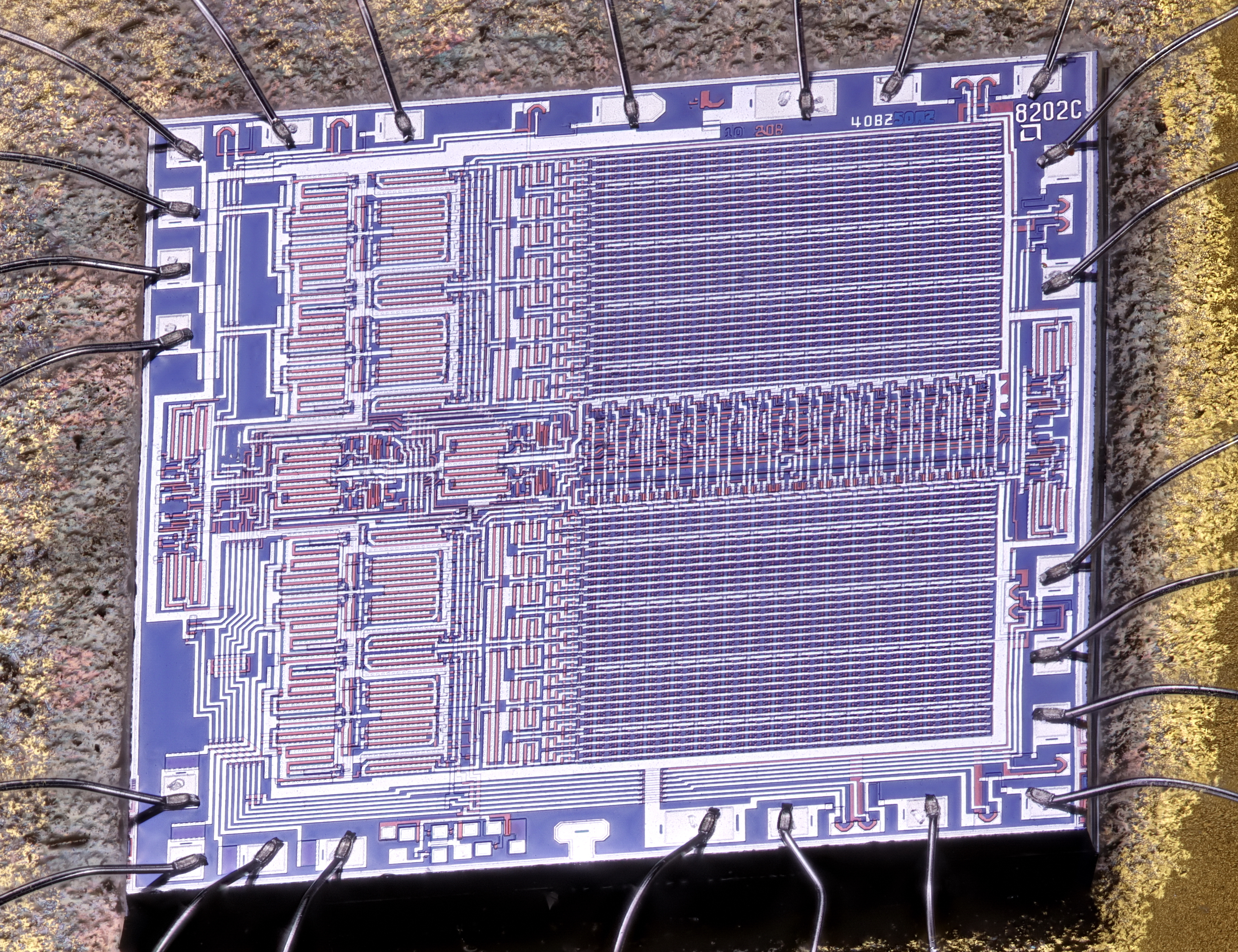
C4702A/C1702A-6 EPROM fabricat de AMD, 1977
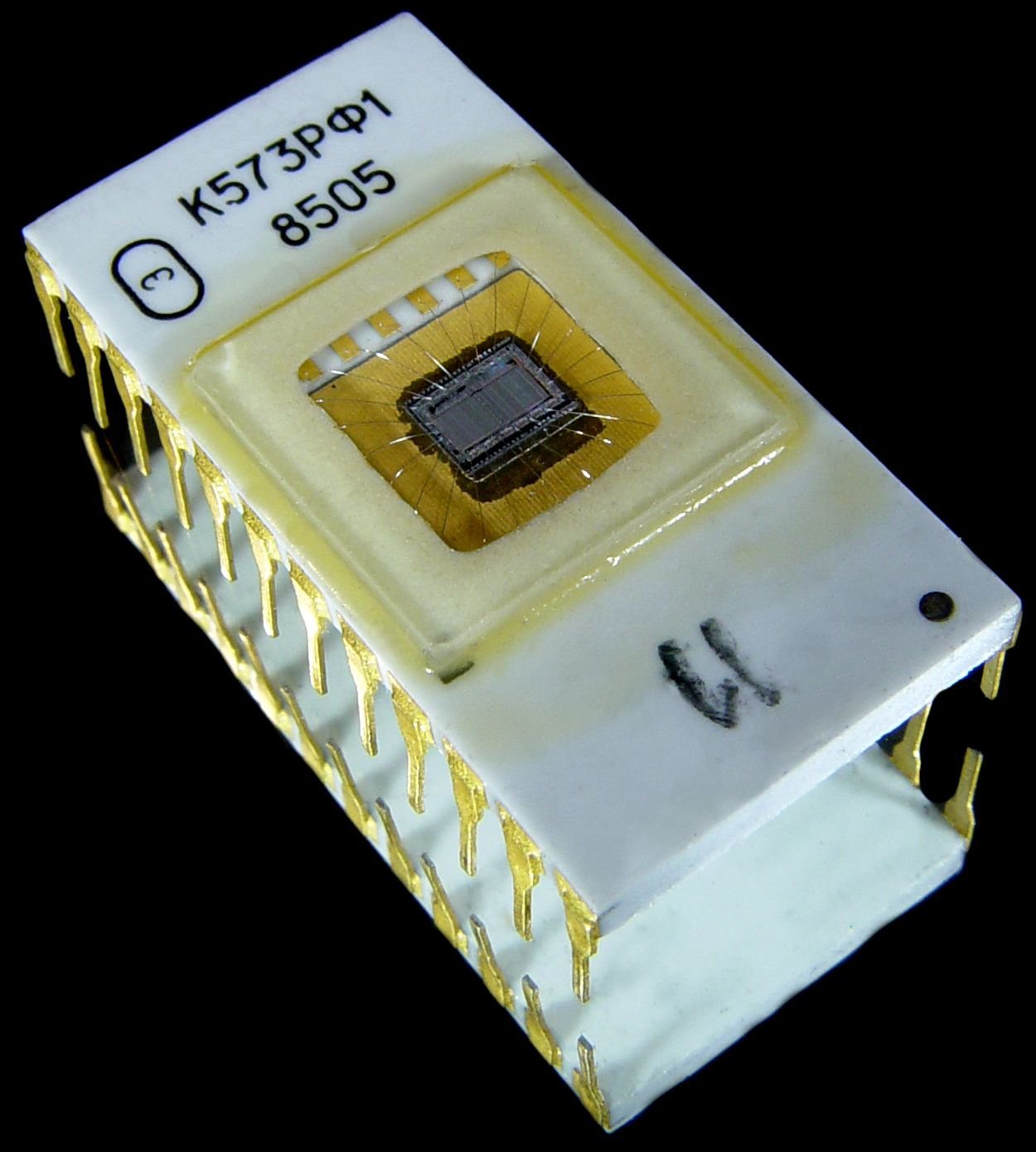
К573РФ1 EPROM de capacitate 8192 bit/1024 byte, clona pentru  INTEL 2708 produsă în URSS
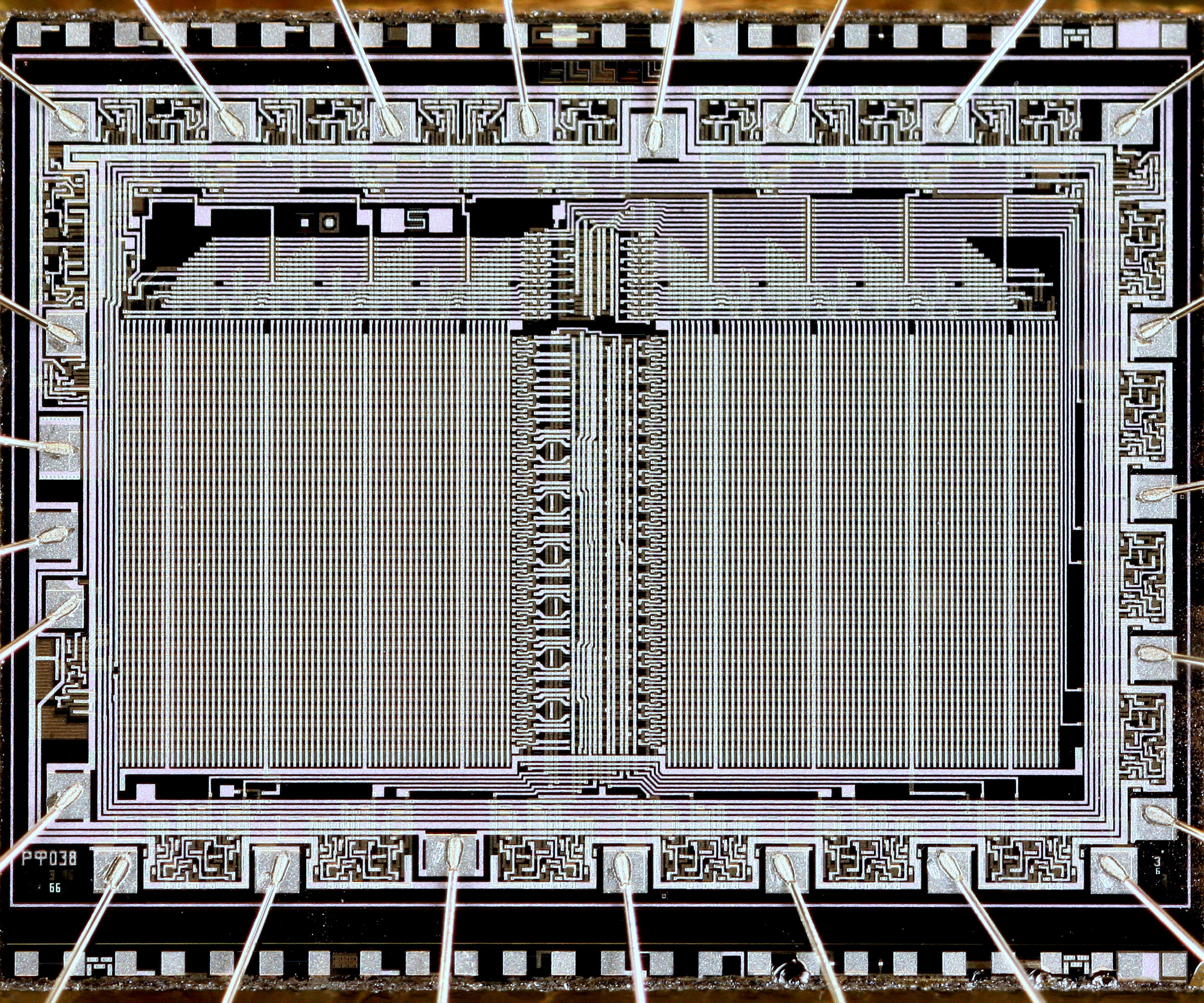
pastila de siliciu pentru К573РФ1  8192 bit/1024 byte
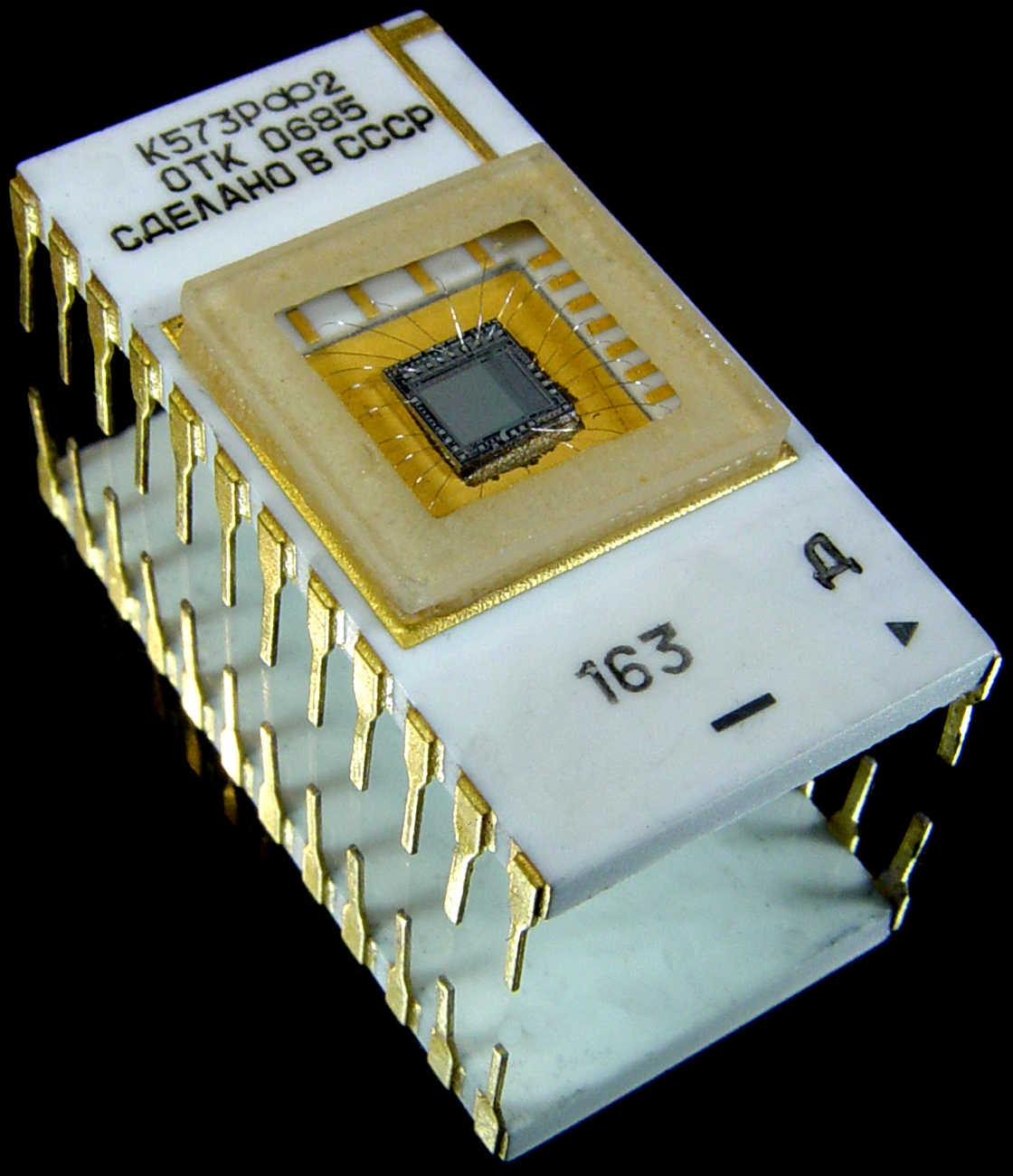
K573РФ2 EPROM de capacitate 16kBit (2Kx8) , clona pentru  INTEL 2716 produsă în URSS
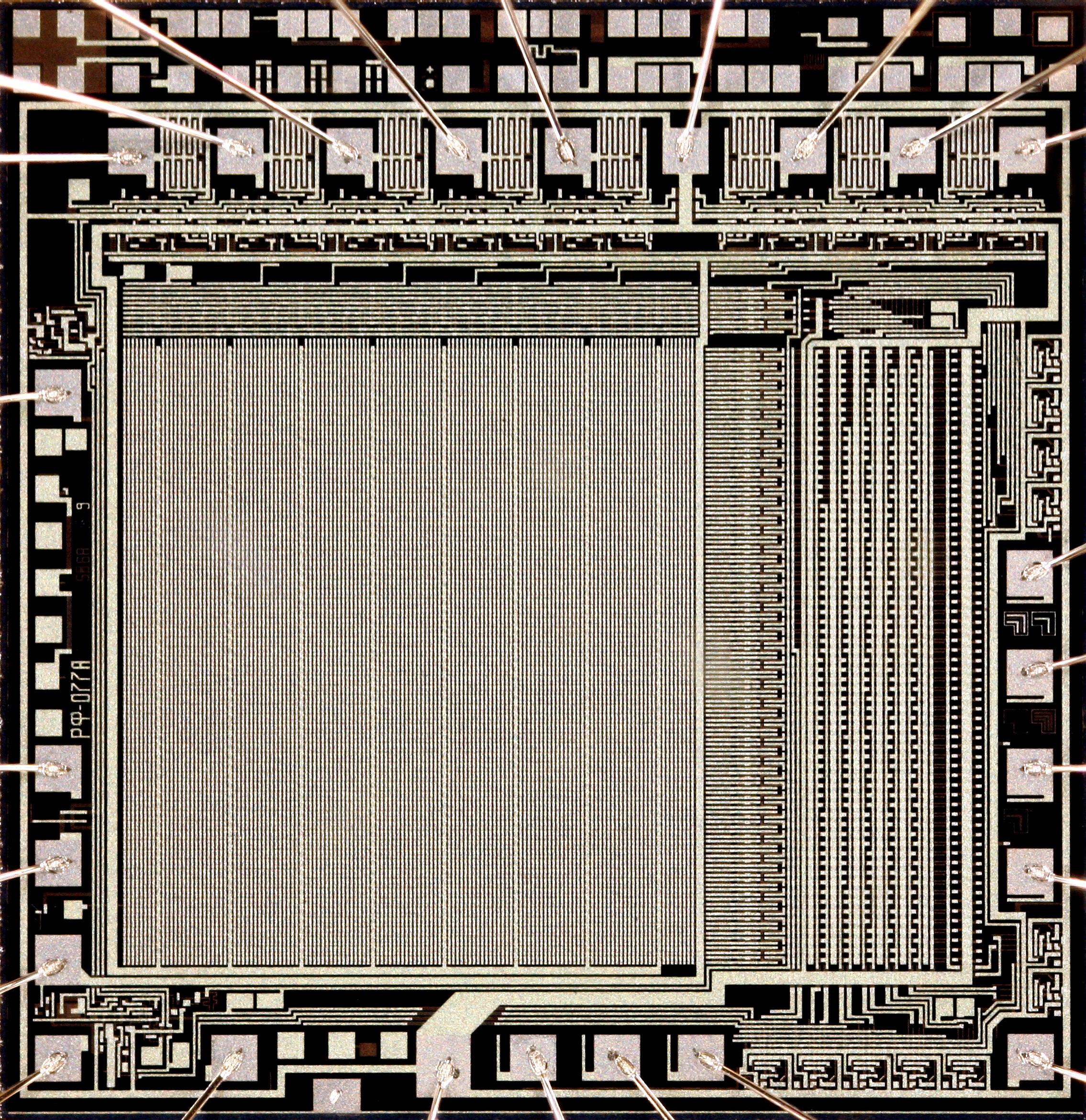
chipul de siliciu pentru K573РФ2 EPROM de capacitate 16Kbit (2Kx8)
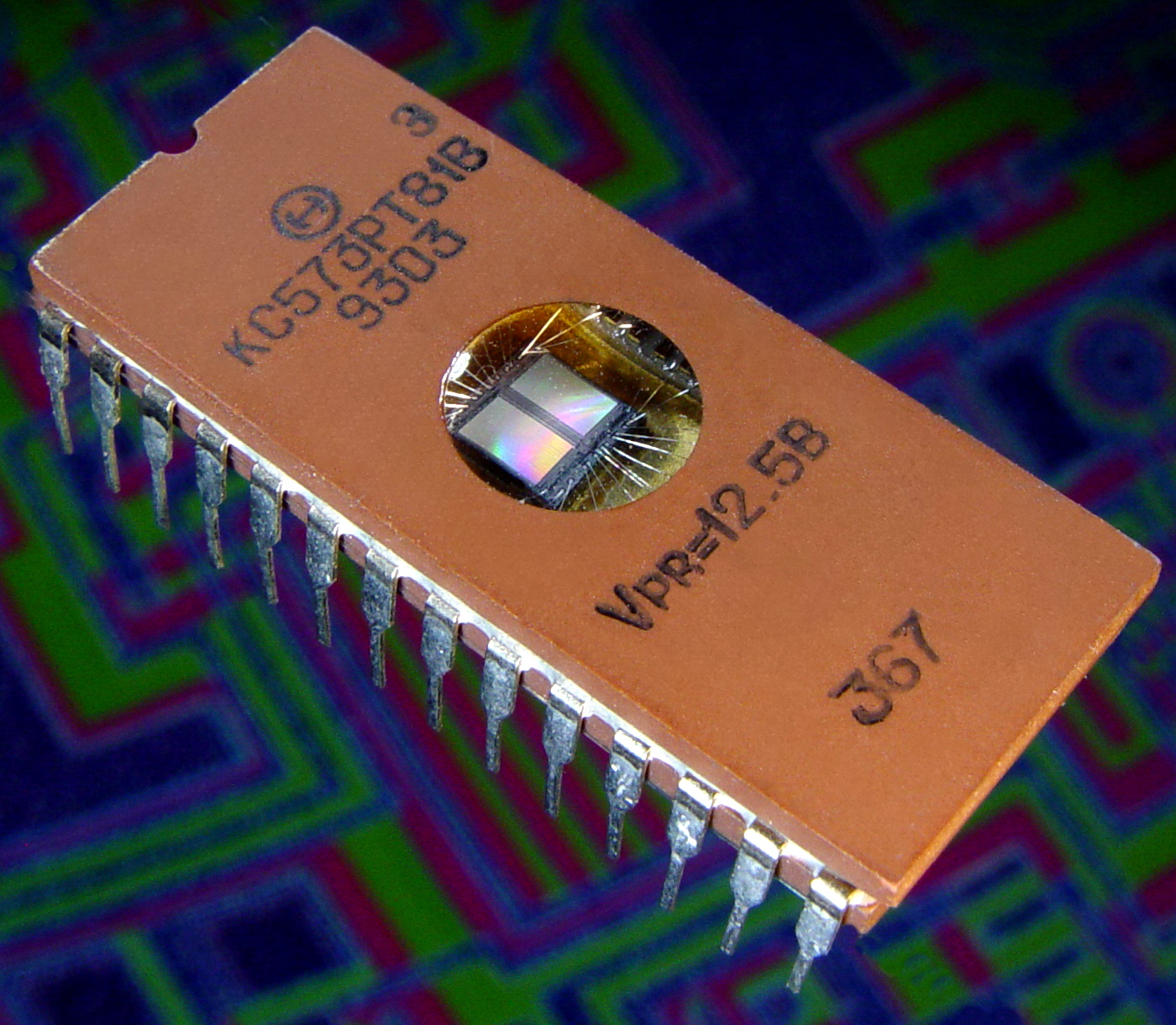
KC573PT81B varianta sovietică a memoriei Intel D27256 de capacitate 256K (32K x 8) UV EPROM
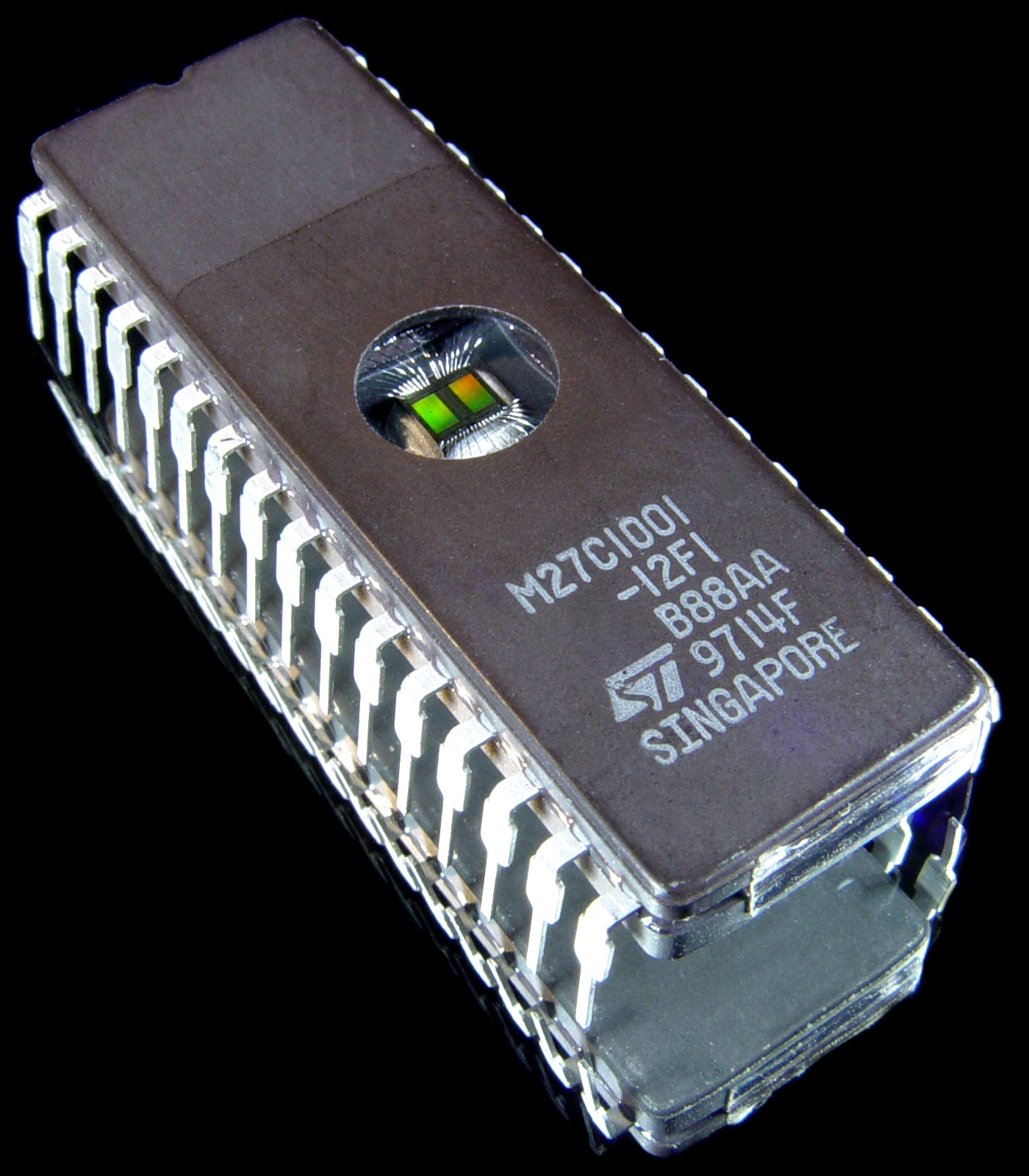
M27C1001 1 Mbit EPROM
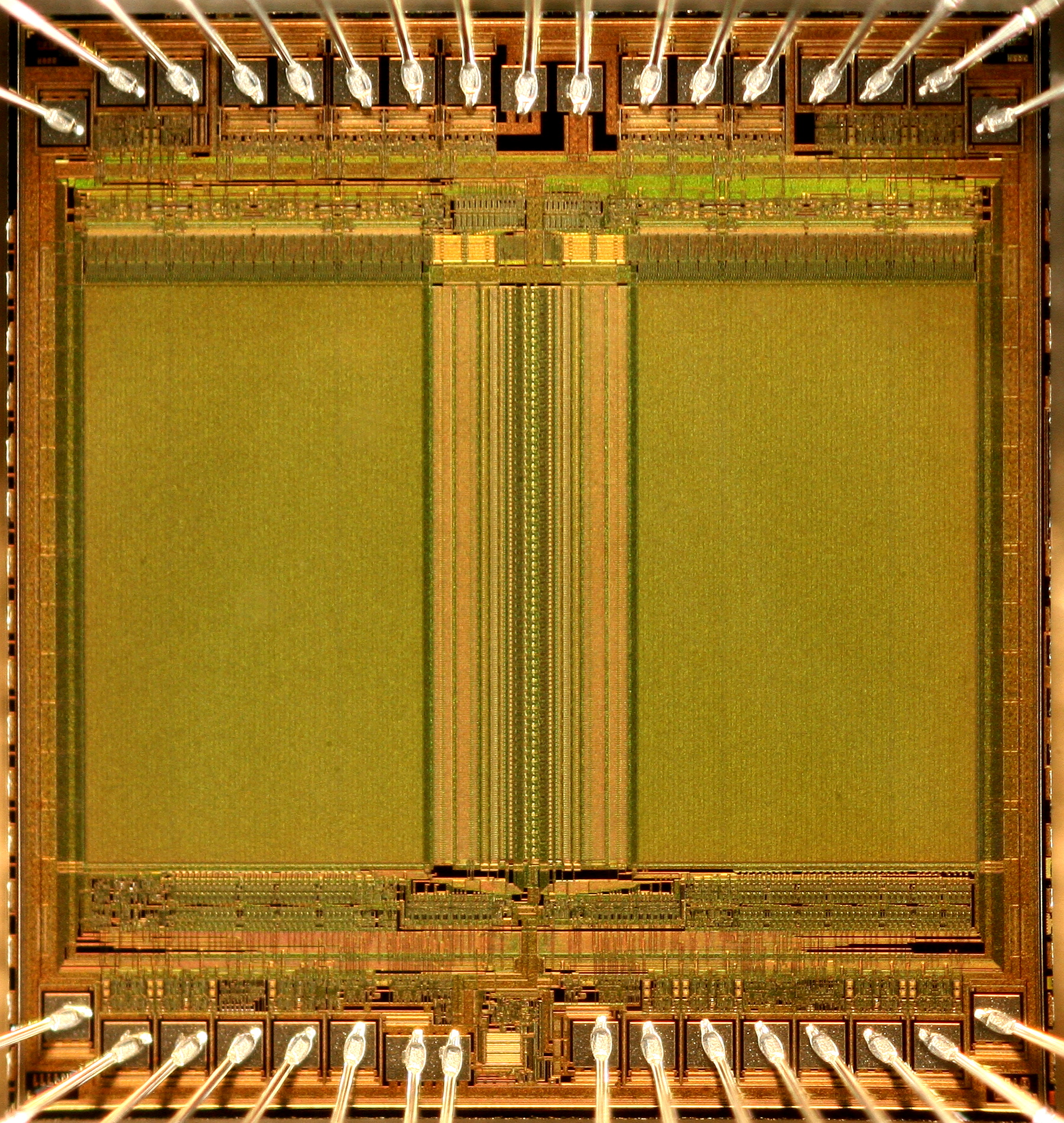
chipul de siliciu pentru M27C1001 EPROM cu o capacitate de 1 Mbit (128K x 8)
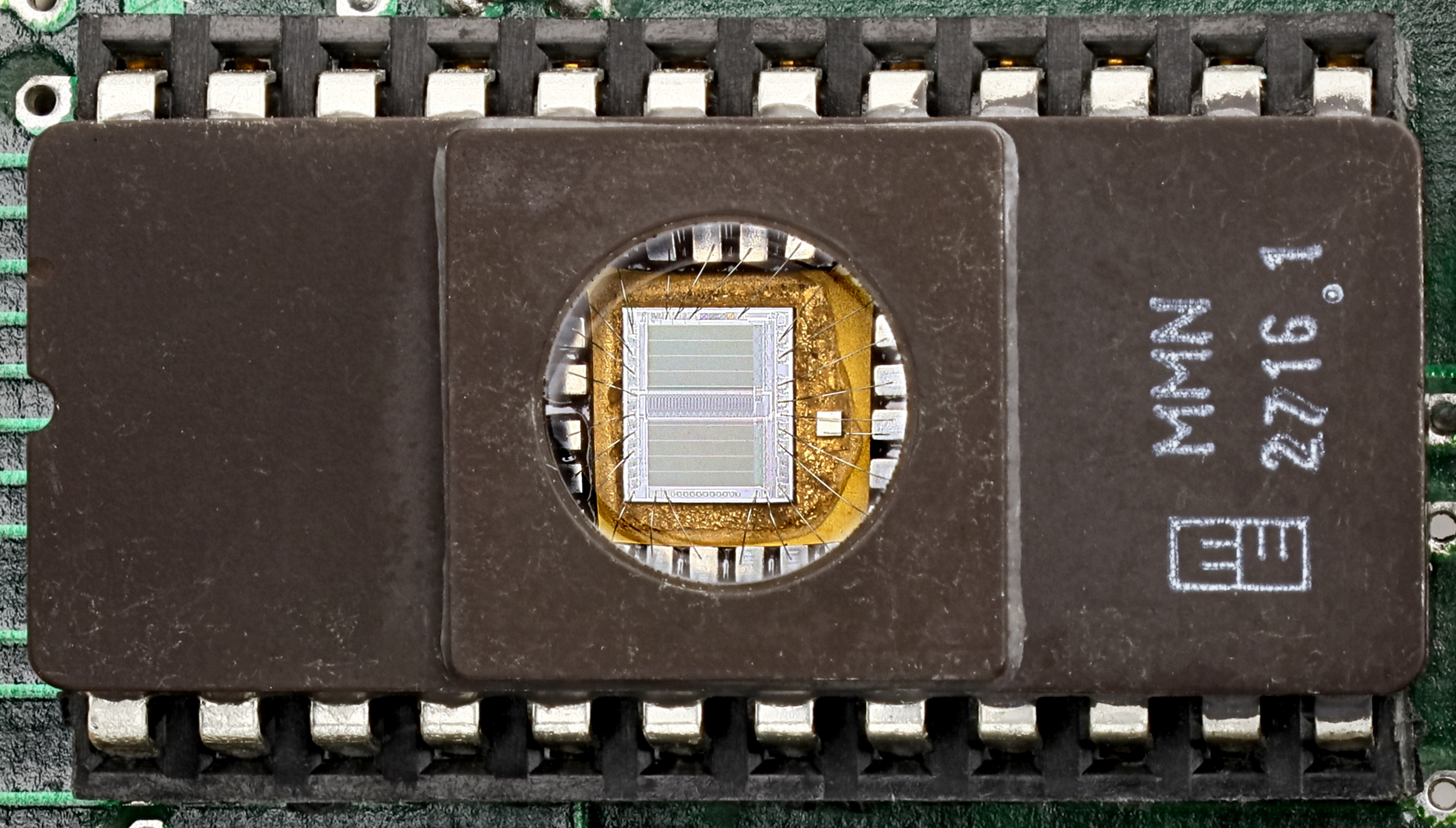
MMN 2716 EPROM de capacitate 16kBit (2Kx8), clona INTEL 2716 produsă în România, la Microelectronica